# Phyllogomphoides atlanticus
Phyllogomphoides atlanticus – gatunek ważki z rodziny gadziogłówkowatych (Gomphidae). Występuje na terenie Ameryki Południowej.